# Gregor von Nallingen
Gregor von Nallingen (* um 1500 in Heilbronn; † 13. oder 14. April 1561 ebenda) hat 1527 erstmals das Stadtarchiv Heilbronn inventarisiert und war danach von 1531 bis 1538 im Dienst der Stadt Heilbronn als Stadtschreiber und Syndikus tätig. Von 1542 bis 1551 vertrat er das Wetterauer Grafenkollegium bei mehreren Reichstagen in Nürnberg, danach trat er insbesondere wieder als Berater der Stadt Heilbronn in Erscheinung.

## Leben
Gregor war der Sohn des Malers Hans von Nallingen (um 1455–1527/28), der von 1504 bis 1526 als Ratsherr und zuletzt als Schultheiß in Heilbronn nachgewiesen ist. Die Familie war nicht adelig, sondern wurde nach ihrer Herkunft, einem der beiden Orte Nellingen innerhalb des Bistums Konstanz, bezeichnet. Gregor von Nallingen legte 1527 im Auftrag des Rats ein Gewölbbüchlein der Heilbronner Archivbestände an, das als erstes Findbuch des Heilbronner Stadtarchivs gilt. Danach immatrikulierte er sich 1529 an der Universität Heidelberg, wo er bereits als scriba Heylpronnensis (Schreiber aus Heilbronn) in den Matrikeln auftaucht. Vermutlich hatte der Rat der Stadt auf ein solches Studium gedrängt, da mit dem ihm angebotenen Amt des Stadtschreibers auch jeweils das Amt eines Syndikus verbunden war, das eines rechtswissenschaftlichen Studiums bedurfte. 1531 wurde Gregor von Nallingen Lizentiat beider Rechte. Aus der kurzen Studiendauer wird erwogen, dass er sein Studium bereits vor 1529 an einer anderen Universität aufgenommen haben könnte. Ab 1531 war er Stadtschreiber und Syndikus in Heilbronn. Er vertrat die Stadt auch bei Städtetagen und beim Versammlungstag des Schmalkaldischen Bundes 1535. Im Jahr 1538 musste er aufgrund einer vom Rat scharf gerügten außerehelichen Beziehung sein Amt niederlegen. Er verließ Heilbronn vorerst, blieb der Stadt aber locker verbunden und war weiter verschiedentlich für sie tätig.
Er ließ sich zeitweilig in Neckarsteinach nieder und vertrat verschiedene Adelige bei diplomatischen Anlässen. 1542 war er Vertreter Graf Georgs von Zweibrücken und Engelhards von Leiningen-Dachsburg auf dem Reichstag von Speyer. Dort wurde Graf Ludwig zu Stolberg auf Nallingen aufmerksam und setzte sich dafür ein, dass das Wetterauer Grafenkollegium ihn zum gemeinsamen Vertreter auf dem Nürnberger Reichstag wählte. Die Wetterauer waren mit seinen Leistungen ausgesprochen zufrieden und entsandten den Juristen auch im Jahr 1543 auf den Reichstag. 1544 nahm er als Sekretär des Grafen Reinhard von Solms am Reichstag teil. 1545, 1548 und 1551 vertrat er die Wetterauer Grafen wieder allein.
In den späten 1540er Jahren sind wieder längere Aufenthalte Nallingens in Heilbronn belegt. 1544/45 stand er als Syndikus kurzfristig in den Diensten des Heilbronner Rats, 1546 bat er als Kammergerichtsrat um einen längeren Aufenthalt in Heilbronn, weil das Kammergericht ausgesetzt sei. 1548 wird er als Advokat des Rats genannt. Nallingen beriet die Stadt in verschiedenen juristischen Fragen auch insbesondere zur Zeit des Augsburger Interims, zu dessen Durchsetzung der Kaiser die Stadt von spanischen Truppen besetzen ließ. Ab 1549 beriet Nallingen die Stadt im langwierigen Rechtsstreit mit der Heilbronner Kommende des Deutschen Ordens wegen dessen erlittenen Schäden während des Bauernkriegs und des Schmalkaldischen Kriegs. 1551 erwarb er ein Haus am Heilbronner Marktplatz und hatte von da ab vermutlich seinen Wohnsitz wieder dauerhaft in Heilbronn. 1555 befasste er sich mit einer Auseinandersetzung zwischen dem Rat der Stadt und dem Bistum Würzburg um die Besoldung der Pfarrer. 1556 führte er die Erneuerung des bestehenden Bündnisses der Reichsstadt mit der Kurpfalz herbei.
Er war ab 1542 in erster Ehe mit einer Magdalena verheiratet, die um den 1. Februar 1556 in Heilbronn verstorben ist. Später heiratete er die Heilbronner Ratstochter Barbara Hartmut († 29. Januar 1595). Er selbst verstarb am 13. oder 14. April 1561 in Heilbronn.